# Baron Radstock

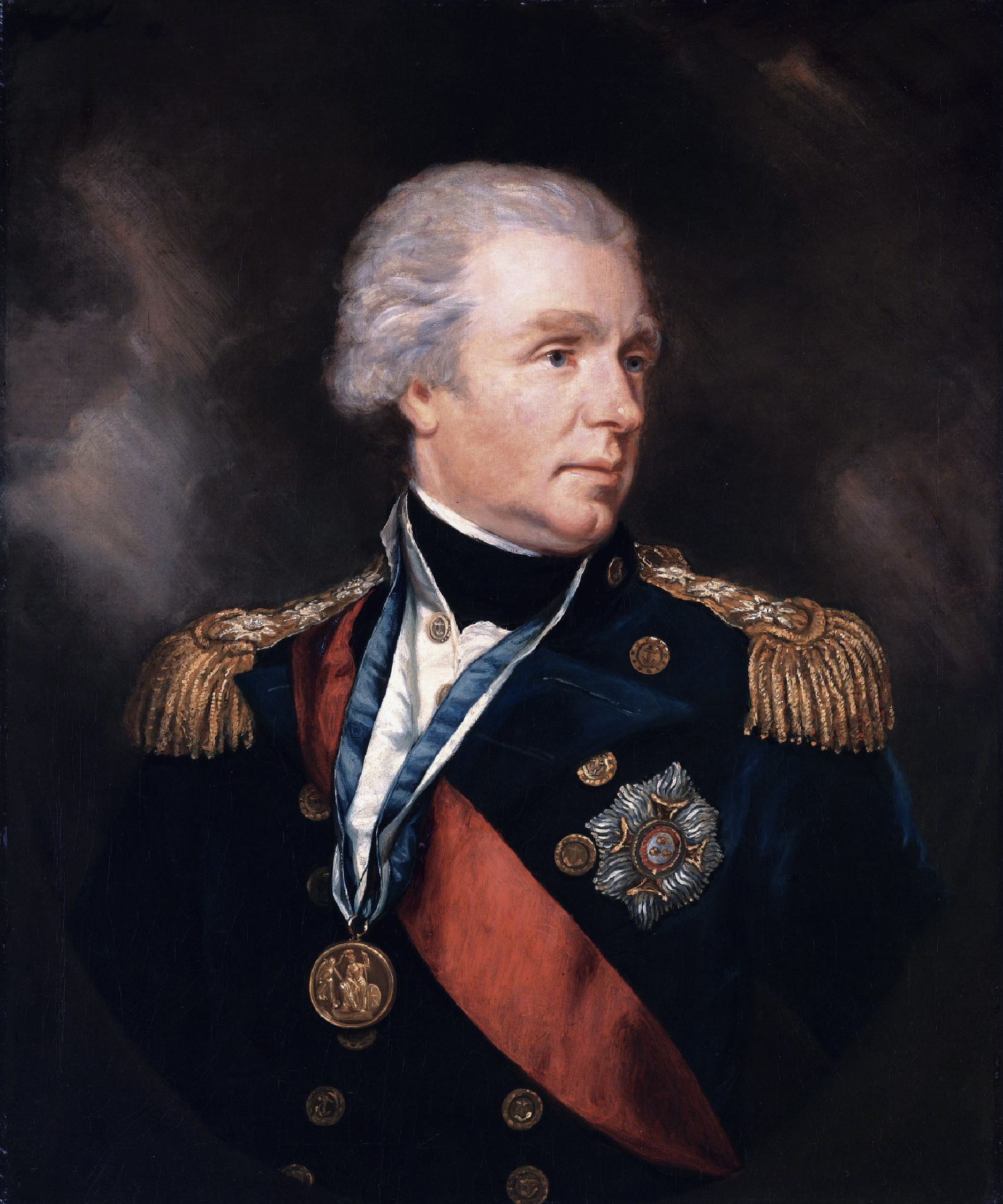
William Waldegrave, 1. Baron Radstock

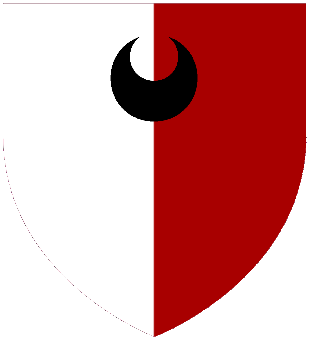
Wappen der Barone Radstock

Baron Radstock, of Casteltown in the Queen’s County war ein erblicher britischer Adelstitel in der Peerage of Ireland.
Der Titel wurde am 29. Dezember 1800 für den Admiral Hon. William Waldegrave geschaffen. Er war der zweitgeborene Sohn des 3. Earl Waldegrave.
Obwohl ein irischer Titel bezieht sich der Titelname auf den englischen Ort Radstock in Somerset.
Der Titel erlosch am 17. September 1953 beim Tod des 5. Barons, da dessen Sohn und Erbe John Waldegrave (* 1905) bereits 1944 gestorben war.

## Liste der Barone Radstock (1800)
- William Waldegrave, 1. Baron Radstock (1753–1825)
- Granville Waldegrave, 2. Baron Radstock (1786–1857)
- Granville Waldegrave, 3. Baron Radstock (1833–1913)
- Granville Waldegrave, 4. Baron Radstock (1859–1937)
- Montague Waldegrave, 5. Baron Radstock (1867–1953)